# Vavřinec na Moravě
Vavřinec (deutsch Laurenz, auch Wawrzinec) ist eine Gemeinde in Tschechien. Sie liegt sieben Kilometer nordöstlich von Blansko und gehört zum Okres Blansko.

## Geographie
Vavřinec befindet sich rechtsseitig über dem Trockental Pustý žleb der Punkva im Mährischen Karst. Südwestlich erhebt sich der Podvrší (590 m). Gegen Westen liegt die Wüstung Podolí.
Nachbarorte sind Němčice im Norden, Sloup und Šošůvka im Nordosten, Holštejn und Lipovec im Osten, Ostrov u Macochy im Südosten, Suchdol im Süden, Veselice im Südwesten, Ráječko und Karolín im Westen sowie Petrovice und Žďár im Nordwesten.

## Geschichte

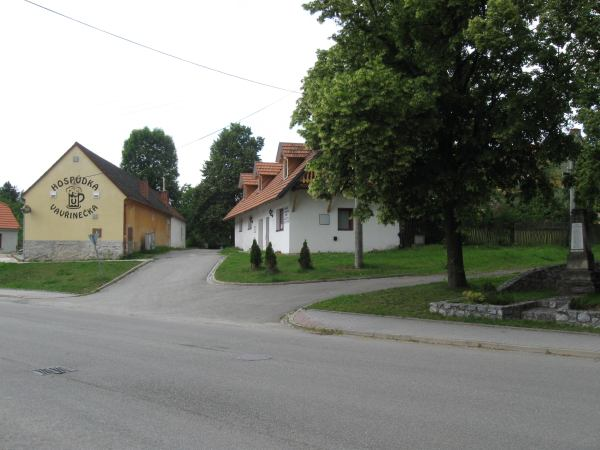
Ortsansicht

Die ersten Anfänge der Besiedlung der Gegend um Blansko und Rájec erfolgten in der ersten Hälfte des 12. Jahrhunderts durch das Bistum Olmütz. Ab 1245 betrieb der neue Bischof Bruno von Schauenburg eine systematische Kolonisation der bischöflichen Besitzungen und holte etwa 25000 deutsche Siedler aus dem damals übervölkerten Sachsen nach Mähren. Nach 1260 erfolgte der Bau der Burg Blansek als Sitz bischöflicher Lehnsherren. Die erste schriftliche Erwähnung des zum Gut Petrovice gehörigen Dorfes erfolgte 1378 in der Landtafel im Zuge des Verkaufs von Petrovice einschließlich zugehöriger Huben in Vavřinec und Podolí durch Unka von Majetín an Eliška von Rohatec und Vítek von Rohrbach. Die umliegenden Dörfer Neradice, Bezděčice und Podolí erloschen später wieder. 1396 verpfändete Bischof Nikolaus von Riesenburg die Blansker Güter an Erhart von Kunstadt und Skal. Ab 1416 gehörten die Güter Wilhelm Zajíc von Waldeck. Nachdem dieser am 1. November 1420 in der Schlacht bei Vyšehrad im Kampf gegen die Hussiten gefallen war, erhielten die Ritter von Studnice Blansek. Unter Bischof Johann von Bucca bildete Blansek einen der Stützpunkte des Bistums im Kampf gegen die Hussiten. Für die angeblich 1424 und 1431 erfolgten Einnahmen der Burg durch Andreas Prokop gibt es keine Quelle, offensichtlich handelt es sich um Legenden. 1437 verpfändete Bischof Paul von Miličin und Talmberg die Burgherrschaft an Vok V. von Holštejn. Nach 1440 brannte die Burg Blansek nieder, seit 1461 gilt sie als wüst. Neuer Sitz der Herrschaft wurde die Feste Nový Blansek, die später zum Schloss ausgebaut wurde. Später wurde Vavřinec Teil der Herrschaft Rájec. 1766 kaufte Anton Josef Altgraf von Salm-Reifferscheidt von den überschuldeten Grafen von Gellhorn die Herrschaft Blansko auf und vereinte sie mit Rájec zu einem Dominium. Die Grafen Salm-Reifferscheidt-Raitz machten die Herrschaft mit den Eisenwerken Blansko und Arnoštov zu einem der Zentren des mährischen Eisenhüttenwesens, ein Teil der Bewohner verdiente sich den Lebensunterhalt in den Salmschen Hüttenwerken.
Nach der Aufhebung der Patrimonialherrschaften bildete Vavřinec ab 1850 eine Gemeinde in der Bezirkshauptmannschaft Boskowitz. 1948 wurde Vavřinec dem Okres Blansko zugeordnet. Mit Beginn des Jahres 1961 erfolgte die Eingemeindung von Veselice (mit Malá Veselice) und Suchdol (mit Nové Dvory). Der Ortsteil Vavřinec hat eine Katastralfläche von 296,6 ha. Bei der Volkszählung von 1991 bestand der Ortsteil aus 132 Häusern und hatte 391 Einwohner.

## Gemeindegliederung
Die Gemeinde Vavřinec besteht aus den Ortsteilen Suchdol, Vavřinec (Laurenz) und Veselice (Wesselitz) sowie den Ansiedlungen Malá Veselice (Klein Wesselitz) und Nové Dvory (Neuhof). Grundsiedlungseinheiten sind Nové Dvory, Suchdol, Vavřinec und Veselice.
Das Gemeindegebiet gliedert sich in die Katastralbezirk Suchdol v Moravském krasu, Vavřinec na Moravě und Veselice na Moravě.

## Sehenswürdigkeiten
- Kapelle in Suchdol
- Höhlensystem Sloupsko-šošůvské jeskyně, nordöstlich des Dorfes
- Nationales Naturreservat Vývěry Punkvy mit der Doline Macocha, den Punkwahöhlen, Amateurhöhle und Katharinahöhle, südlich des Ortes
- zahlreiche weitere Höhlen und Ponore, insbesondere im Tal Pustý žleb
- Reste der Burg Blansek über dem Tal der Punkva, südöstlich von Nové Dvory
- Aussichtsturm auf dem Podvrší